# Аэроэлектромаш
АО «Аэроэлектромаш» (англ. «Aeroelectromaсh» JSC) — головное предприятие авиационной промышленности СССР и РФ в области электрооборудования летательных аппаратов. Основной вид деятельности — разработка и производство электроагрегатов, бортовой аппаратуры и электрических систем для летательных аппаратов. Предприятие имеет собственное конструкторское бюро и несколько промышленных филиалов на территории страны.
В советские годы назывался «Завод № 476 им. Дзержинского», Московский агрегатный завод (МАЗ) «Дзержинец», также имел условное наименование — п/я Г-4993.

## Расположение
Современный адрес предприятия: 127015, Россия, г. Москва, ул. Б. Новодмитровская, 12

## История
По официальной информации с сайта предприятия:
```
в соответствии с приказом НКАП № 47/СС от 2.01.1941 года по 4-му и 7-му Главным Управлениям НКАП на базе московского завода № 266 им. Лепсе и завода № 476 им. Дзержинского было создано ОКБ по агрегатам дистанционного управления, электроприводам и их аппаратуре. Главным конструктором был назначен Енгибарян А. А. В начале войны ОКБ было эвакуировано в г. Киров. После возвращения из эвакуации в 1943 году оно было переименовано в ОКБ-2 по разработке бортового электрооборудования широкого профиля, которое стало основной базой создания завода № 25 по производству электротехнического оборудования и стрелкового авиационного вооружения (Генеральный директор — Главный конструктор Енгибарян А. А., а с 1948 года Главный конструктор — Федосеев А. Ф., директор производства — Ляпидовский А. В.). В 1954 году завод № 25 передаётся Средмашу. Предприятие преобразовывается в ОКБ-476.
```

По информации с независимого источника в 1941 году группа специалистов завода № 476 4-го ГУ НКАП по электросистемам была переведена для укрепления в ОКБ-2 завода № 266. На тот момент завод № 266 был единственным в стране, занимавшийся разработкой и производством электропривода для самолётов. Именно здесь разрабатывались агрегаты дистанционного управления для высотного истребителя ВИ-100, будущего Пе-2
ОКБ-2 по агрегатам ДУ было образовано по приказу № 47сс от 20.01.1941 года и № 6/05 от 5.02.1941 года, для обеспечения выпуска механического дистанционного управления самолётами при заводе № 266. Главный конструктор — А .А. Енгибарян. Штат ОКБ был укреплён специалистами по электросистемам, переведёнными с заводов № 39, № 476 и № 156.
С началом войны завод № 476 был эвакуирован в Киров на площадку завода № 461 НКАП, туда же был эвакуирован завод № 266 4ГУ НКАП вместе с ОКБ. По приказу № 1096с от 5.11.1941 г., в результате слияния заводов № 266, № 461 и № 476 был образован объединённый завод № 266 НКАП. Имел наименование «п/я 233».
В соответствии с решением ГКО № 1543сс от 5.04.1942 года и приказом № 269сс от 10.04.1942 года на площадке эвакуированных заводов был образован в системе 4-го ГУ завод-дублёр по производству приборов зажигания — свечей и магнето. Новый завод получил прежний литерный номер 476.
С 03.1946 года завод № 476 — в ведении 4ГУ МАП. Основная продукция — авиационные свечи зажигания. В 1946 году заводу передано в полном составе оборудование лаборатории фирмы «Сименс-Шуккерт» по авиационным свечам.
В 1948—78 гг. главным конструктором предприятия был А. Ф. Федосеев.
К началу 1950-х годов из-за развития газотурбинных двигателей потребности в производстве авиационных искровых свечей зажигания резко сократились. В результате разделения опытного завода № 25 МАП в 1954 году основная часть коллектива (завода и ОКБ) и оборудования по установкам вооружения и электрооборудованию переведена на площадку завода № 476 МАП и влилась в его состав. В это время завод занимается работами по электроаппаратуре и установкам стрелкового вооружения.
В соответствии с ПСМ № 1053—353 от 17.11.1967 года по приказу № 421сс от 12.12.1967 года завод определён головным по электроэнергетической системе и электромеханизации управления самолёта Ил-76.
Численность персонала в 1972 году — 4910 чел.
В соответствии с ПСМ № 109-38 от 4.02.1975 года по приказу № 141сс от 7.04.1975 года КБ завода определено головным по изготовлению токосъёмников несущего и рулевого винтов для вертолёта Ми-26.
Московский агрегатный завод «Дзержинец» имел условное наименование — п/я Г-4993
В 1993 году завод «Дзержинец» преобразован в АООТ «Аэро-Электрик», с 1999 года — ОАО «Аэроэлектромаш».
Являлся головным предприятием Научно-производственного холдинга «Аэроэлектромаш». Производство (2002 год): системы электроснабжения ЛА, генераторы постоянного и переменного тока, аппаратура регулировки и защиты, коммутационные аппараты, электромеханизмы, электроприводы, электроавтоматика, средства управления авиадвигателями; системы: электрозапуска, кондиционирования, топливная, противообледенительная, противопожарная, контроля ВСУ, контроля индикации механизмов.

## Филиалы
- Филиал завода № 476 МАП, Кировский филиал ММЗ «Дзержинец» МАП, п/я Г-4832. Адрес: г. Киров, 6 Октябрьский пр., 24 п/я 140 «Ротор». Филиал был организован в 1954 году на заводе № 266 МАП. Численность персонала (1972 г.) — 950 человек.
- Тульский филиал ММЗ «Дзержинец» МАП, Донской электромашиностроительный завод (ДЭМЗ) МАП, Р-6261, АООТ «ЭЛМА», ОАО, АО «Электромашиностроительный завод» (ЭМЗ). Адрес: г. Северо-Задонск (с 2005 года микрорайон в г. Донской, Тульской обл.), «Деталь».

Предприятие было организовано в 1968 году для производства различных самолётных трансформаторов, далее выпускал электродвигатели для привода механизмов, преобразователи тока, генераторы постоянного и переменного тока, блоки трансформаторов тока, различные датчики. В 2008 году освоено производство установок для стрелково-пушечного вооружения боевых вертолетов. В 2020 году выпускал два вида электродвигателей, стартёр-генераторы, трансформаторы токовые, импульсные, генераторы постоянного и переменного тока. В соответствии с постановлением Правительства РФ № 96 от 20.02.2004 года по приказу Минпромторга № 1828 от 3.07.2015 года предприятие включено в реестр организаций ОПК.
- Смоленский филиал завода № 476 МАП, Смоленский завод «Измеритель» им. 60-летия СССР МАП, А-3237, Смоленское ПО «Измеритель» МАП, ОАО "НПП «Измеритель». Адрес: 214020, г. Смоленск, ул. Бабушкина, 5 «Румб».

В 1960 году на заводе № 475 МАП организовано специализированное электротехническое производство — автоматических установок и наземных комплексов, систем электропитания и автоматического контроля, счетно-решающих устройств. В 1965 г. оно было преобразовано (вероятно) в Смоленский филиал завода № 476 МАП. По пр. № 24сс от 9.02.1968 года «в целях обеспечения резко возросшего объёма производства автопилотов и гиростабилизаторов для систем ракетной техники» филиал преобразован в самостоятельный завод «Измеритель» в ведении 5-го ГУ. В 1987 году Смоленский завод «Измеритель» им. 60-летия СССР — в ведении 9-го ГУ МАП. Имел наименование «п/я А-3237» (1968-87 гг). В 1990 году завод в качестве головного предприятия входил в состав Смоленского ПО «Измеритель» МАП. В составе ПО (на 1990 год) также были: Завод «Хладоагрегат» и Смоленский завод холодильников (на правах самостоятельного юридического лица). Производство: прицельно-навигационных комплексов, систем единой индикации и целеуказания, аварийной регистрации полетной информации; источников вторичного электропитания; многослойных печатных плат; трансформаторов и дросселей; прицелов для ПЗРК. В соответствии с постановлением Правительства РФ № 96 от 20.02.2004 года по приказу Минпромторга № 1828 от 3.07.2015 года ОАО "НПП «Измеритель» включено в реестр организаций ОПК.
- Завод «Электроприбор» МРП, Алатырский завод «Электроприбор» МПСС, А-3625, ОАО "Завод «Электроприбор». Адрес: Чувашская АССР 429800 г. Алатырь-2 пл. Октябрьской Революции, 23, «Сура». Основан 10.05.1958 года для производства электромагнитных реле для бортовой сети самолётов. В соответствии с постановлением Правительства № 96 от 20.02.2004 года по приказу Минпромторга № 1828 от 3.07.2015 года ОАО включено в реестр организаций ОПК.

## Продукция
- Электродвигатели
- Электромеханизмы
- Электрические генераторы
- Выпрямительные устройства
- Блоки защиты и управления электросети
- Элементы противообледенительных систем летательных аппаратов
- Реле и контакторы бортовой электрической сети

В частности, было создано: системы электроснабжения для почти всех летательных аппаратов производства СССР/РФ, аппаратура питания для грунтовых комплексов ПВО (С-400 и др.), агрегаты электрического обогрева противообледенителей вертолётных винтов, а также установки пушечного вооружения — универсальный пушечный контейнер УПК-23, съёмные подвижные пушечные установки СППУ-22, СПУУ-30; унифицированная кормовая установка УКУ-9К-502 (Ил-76 и Ту-22М); система пушечного вооружения для стратегического бомбардировщика М-4 ; башенная установка ДБ-59 для Бе-12; ДБ-66 для «Ураган-5», кормовая Д6-35А; пункт наведения в АКП «Ураган-5»; для системы «Даль» — подъемно-пусковая установка ППУ-476-400 (изд. 5410), заряжающая установка ЗУ-476-400 (изд. 5330), командный пункт; стартовая автоматика противоракеты В-1000 комплекса противоракетной обороны «Система А»; самоходная ПУ СПУ-143; система электроснабжения для самолёта А-50, для ВКС «Буран» и др.
Производство: авиационные свечи: ВГ-2, СД-06 (в годы ВОВ); комплекты электрооборудования для самолётов МиГ-21, МиГ-23, МиГ-25, МиГ-29, МиГ-31, Су-27, Ил-62, Ил-76, Ту-144, Як-40, Ту-154, Ил-86, Ил-96, Ил-114, Ан-28, Ан-32, Ан-70, Ан-72, Ми-8, В-12; погрузочные агрегаты для Ан-22, Ан-124.

## Научно-исследовательская работа
- ОКБ завода № 476 НКАП, ОКБ-476 МАП при заводе № 476, ОКБ МАЗ «Дзержинец» — в н.в. ОАО "НПП «Аэроэлектрик». ОКБ создано в 1944 году для доводки свечей зажигания ДВС. В 1954 году коллектив ОКБ-476 объединен с частью коллектива завода № 25 МАП (вероятно, все вместе объединены в ГС Опытный завод № 476). Затем ОКБ-476 организовано вновь (действовало в 1957 году). В 1975 году — ОКБ МАЗ «Дзержинец». ОКБ была разработана система дистанционного стрелково-пушечного вооружения СПВ-25 для бомбардировщика М-4. В н.в. — разработка и производство: системы электроснабжения самолётов и вертолетов; генераторы, аппаратура регулировки и защиты, системы электрификации и электроавтоматики; системы привода шасси; средства управления авиадвигателями; системы: кондиционирования и регулировки давления в кабине, ПОС, топливные, гидравлического контроля, противопожарная, контроля индикации механизмов, контроля ВСУ.
- Филиал ОКБ-476 МАП, Филиал ММЗ «Дзержинец», ОКБ «Электропривод» МАП, Государственное конструкторско-технологическое бюро «Электропривод» МАП, Г-4832, АООТ, ОАО «Электропривод». Филиал начинался с организации конструкторской группы при заводе № 266 в 1955 году. Разработка и изготовление авиационных автоматизированных электроприводов и их комплектующих (электродвигателей вентильных, коллекторных, асинхронных, шаговых; электромеханизмов вращательного, колебательного, поступательного действия; датчиков угла; концевых выключателей; приводов закрылков); электроавтоматика для запуска и контроля авиадвигателей; электроприводы промышленного назначения (нефтегазовый комплекс, цветная металлургия, атомная энергетика, электротранспорт); исполнительные механизмы, датчики обратной связи. Создана система защиты атомных реакторов ДП100-500-2,5.

## Санкции
24 июня 2024 года, на фоне российского вторжения на Украину, «Аэроэлектромаш» включён в санкционный список стран Евросоюза:

Некоторые комплектующие производства "Аэроэлектромаш" используются в вертолётах, принимающих активное участие в агрессивной войне России против Украины, таких как Ми-26, Ми-28, Ми-28Н и Ка-52. Таким образом, "Аэроэлектромаш" несет ответственность за материальную поддержку действий, которые подрывают или угрожают территориальной целостности, суверенитету и независимости Украины.— «Официальный журнал Европейского союза», Брюссель, 24 июня 2024 года